# Nebulosa Dumbbell Pequeña
La nebulosa Dumbbell Pequeña (también conocida como nebulosa Planetaria M76, Messier 76, M76 o NGC 650/NGC 651), es una nebulosa planetaria situada en la constelación de Perseo.
El 5 de septiembre de 1780 fue descubierta por Pierre Méchain, informó a Charles Messier quien determinó su posición y la añadió a su catálogo. Pierre Méchain creía que era una nebulosa sin estrellas, Charles Messier que estaba compuesta por pequeñas estrellas con algo de nebulosidad, probablemente distorsionadas por estrellas anteriores y posteriores. En 1866 William Huggins dijo que su espectro era gaseoso. Pero no fue hasta 1918 cuando Heber Curtis lo clasificó correctamente como una nebulosa planetaria.
Messier 76 está entre los objetos más débiles del Catálogo Messier y se le han dado dos números NGC ya que se pensaba que era una nebulosa doble, William Herschel fue quien la enumeró como HI 193. Y la parte noroeste como NGC 650.